# رودبو
رادبوو (به سوئدی: Rödbo) یک منطقهٔ مسکونی در سوئد است که در بخش یوتبری واقع شده‌است. رودبو ۰٫۴۱ کیلومتر مربع مساحت و ۲۷۸ نفر جمعیت دارد.